# Eishockey-Eredivisie (Niederlande) 1968/69
Die Saison 1968/69 war die neunte Spielzeit der Eredivisie, der höchsten niederländischen Eishockeyspielklasse. Meister wurde zum insgesamt siebten Mal in der Vereinsgeschichte H.H.IJ.C. Den Haag.

## Modus
In der Hauptrunde absolvierte jede der drei Mannschaften insgesamt acht Spiele. Der Erstplatzierte der Hauptrunde wurde Meister. Für einen Sieg erhielt jede Mannschaft zwei Punkte, bei einem Unentschieden gab es einen Punkt und bei einer Niederlage null Punkte.

## Hauptrunde

### Tabelle
|    | Klub               | Sp | S | U | N | T  | GT | Punkte |
| -- | ------------------ | -- | - | - | - | -- | -- | ------ |
| 1. | H.H.IJ.C. Den Haag | 8  | 8 | 0 | 0 | 62 | 20 | 16     |
| 2. | T.IJ.S.C. Tilburg  | 8  | 2 | 0 | 6 | 23 | 43 | 4      |
| 3. | S.IJ. Den Bosch    | 8  | 2 | 0 | 6 | 23 | 45 | 4      |

Sp = Spiele, S = Siege, U = Unentschieden, N = Niederlagen